# Rabdophaga purpureaperda
Rabdophaga purpureaperda är en tvåvingeart som först beskrevs av Barnes 1935.  Rabdophaga purpureaperda ingår i släktet Rabdophaga och familjen gallmyggor. Inga underarter finns listade i Catalogue of Life.